# 大阪府道234号東岸和田停車場線
大阪府道234号東岸和田停車場線（おおさかふどう234ごう ひがしきしわだていしゃじょうせん）は、大阪府岸和田市東岸和田駅を通る、かつて存在した一般府道である。

## 概要
JR西日本阪和線 東岸和田駅前から岸和田市土生町4丁目に至る。2010年（平成22年）3月26日廃止。
JR西日本阪和線 東岸和田駅前から南へ伸び、途中で北西から南東へ伸びる葛城街道と重複して北土生交差点に至っていた。

### 路線データ
大阪府告示に基づく起終点および経過地は次のとおり。
- 起点：岸和田市土生町4丁目（JR西日本阪和線 東岸和田駅前）
- 終点：岸和田市土生町4丁目（北土生交差点[注釈 2]、大阪府道30号大阪和泉泉南線交点）
- 重要な経過地：なし
- 総延長：0.151 km[注釈 1][1]

## 歴史
本路線は、道路法（昭和27年法律第180号）第7条の規定に基づき、一般府道として1959年（昭和34年）に大阪府が初回認定した路線の1つである。2010年（平成22年）に廃止された以降は再開発事業による周辺工事に伴い、当時の路線跡は消滅している。また、本路線と途中から重複する葛城街道も阪和線交点とほぼ同地点の大阪府道39号岸和田港塔原線交点から大阪府道30号大阪和泉泉南線交点（北土生交差点）までの区間が消滅した。

### 年表
- 1959年（昭和34年）12月1日 - 大阪府が一般府道東岸和田停車場線として路線認定。整理番号は87[4]。当時の終点表記は大阪和泉信達線交点で、路線延長は0.159 kmであった[5]。
- 2010年（平成22年）3月26日 - 大阪府が一般府道東岸和田停車場線を廃止[2]。

## 地理

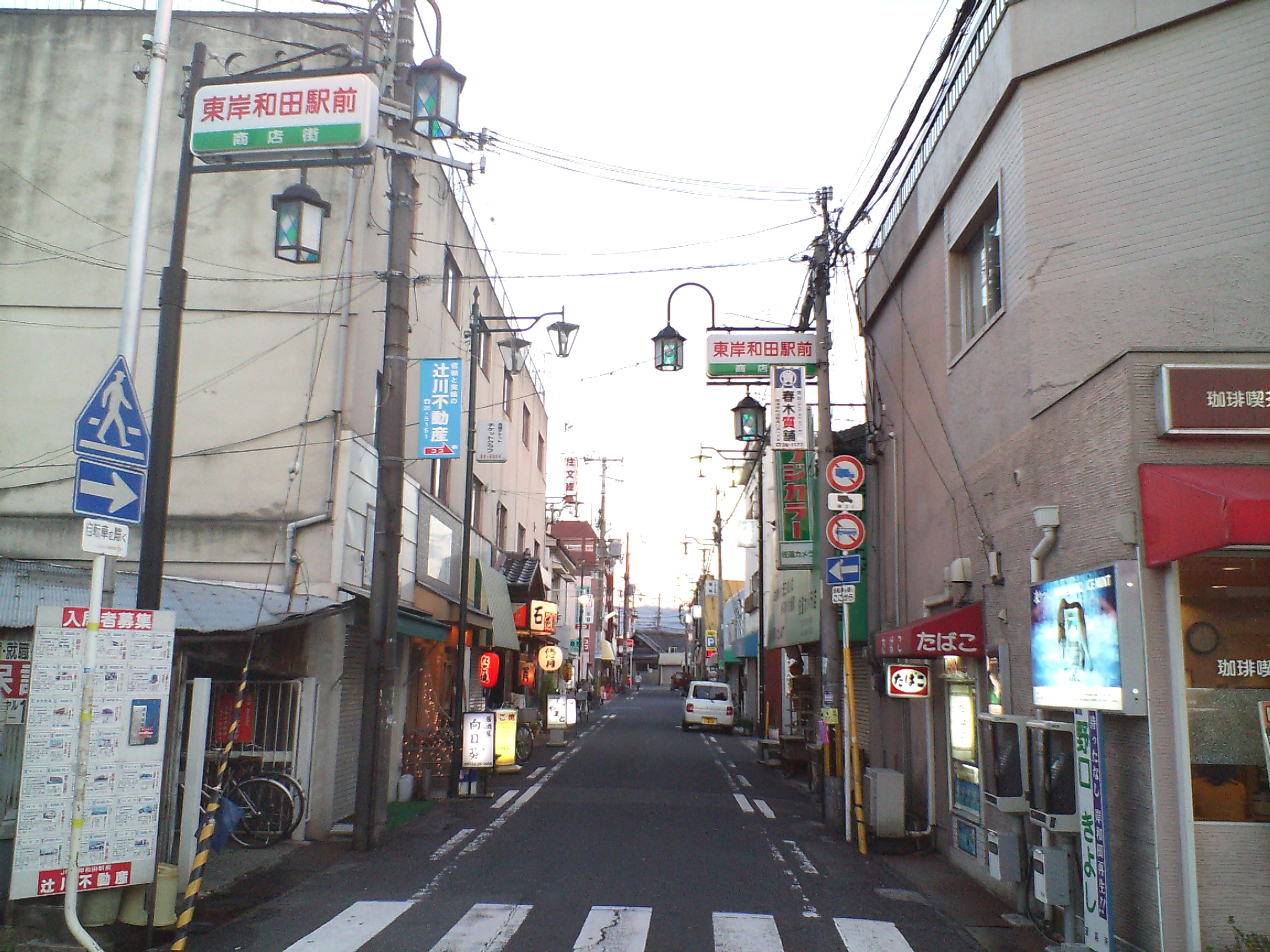
大阪府道234号東岸和田停車場線
（2007年）

### 通過していた自治体
- 大阪府
  - 岸和田市

### 交差していた道路
| 交差していた道路           | 交差していた場所 | 交差していた場所    |
| -------------------------- | ---------------- | ------------------- |
| 大阪府道30号大阪和泉泉南線 | 土生町4丁目      | 北土生交差点 / 終点 |

### 沿線
- JR西日本阪和線 東岸和田駅